# Joan Morosini
Joan o Giovanni Morosini (Venècia, mitjan segle x - a l'entorn del 1012), fou un noble venecià, després monjo benedictí i fundador del monestir de San Giorgio Maggiore. És venerat com a beat per l'Església catòlica.
De la noble família veneciana dels Morosini, es crià a Venècia i es casà amb una de les filles del dux Pere I Orsèol. Arran de la visita a Venècia del monjo Garí, abat de Sant Miquel de Cuixà, va formar part del grup de nobles que, en una crisi espiritual, va fer-se monjos anacoretes. Així, una nit del 961, Morosini, amb el dux Pere Orsèol, Joan Gradenigo, Romuald de Ravenna i l'eremita Marí van abandonar Venècia, deixant-ho tot, per fer-se monjos. Van anar al monestir de Cuixà, al Conflent català, on vestiren l'hàbit benedictí i, després d'un any de noviciat, es retiraren a un eremitori, on van viure sota la direcció espiritual de Romuald.

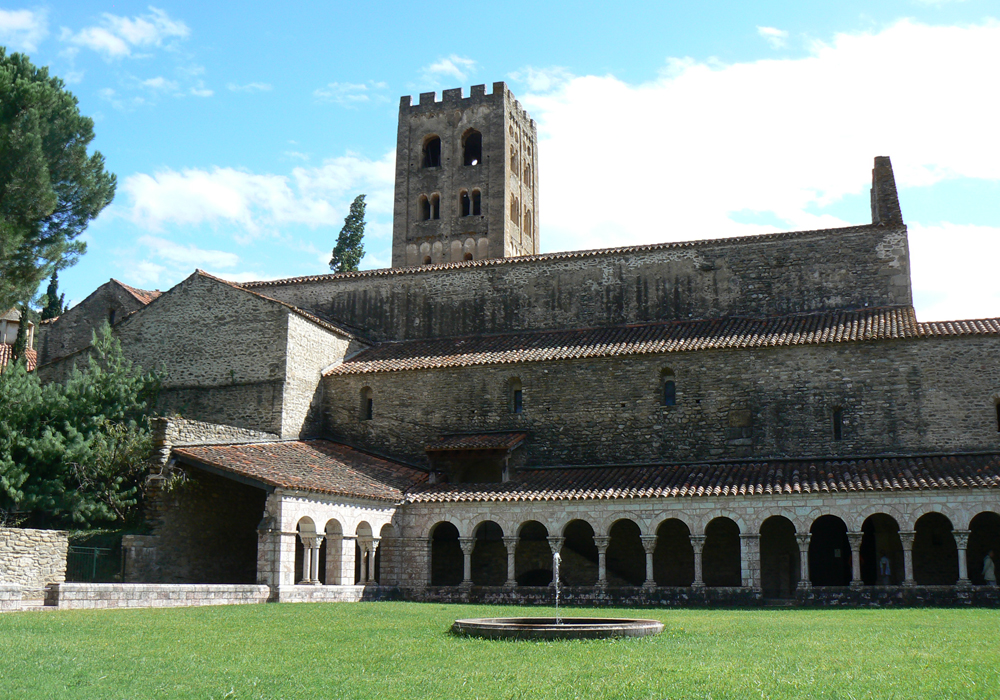
Monestir de Cuixà

El 982 va tornar a Venècia amb la intenció de fundar-hi un monestir de l'orde benedictí. Demanà a la ciutat i al dux Tribuno Memmo l'illa de Sant Jordi (Isola San Giorgio), on llavors només hi havia pantans, i la hi cediren. Morosini va fer assecar i sanejar els terrenys i hi instal·là el cenobi. Va convertir-se en el primer abat del monestir nou. Molts joves venecians s'uniren a la comunitat i hi anà també el mateix dux Memmo. La fundació d'aquest monestir no posà fi als conflictes interns de Venècia. Domenico Moresini va ser assassinat pels Coloprini. Els Morosini van venjar-se amb el saqueig dels palaus dels Coloprini.
Entre els seus deixebles hi ha Gerard Sagredo, després evangelitzador d'Hongria. Queden molt pocs els fons documentaris quant a la seva gestió del monestir, i per això només es pot estimar la seva mort a l'entorn de l'any 1012.